# 大村和明
大村 和明（おおむら かずあき、1998年3月19日 - ）は、日本の舞台俳優。TWIN PLANET所属。劇団プレステージの劇団員。

## 人物
- 日本人の父と、フィリピン人の母を持つ。
- 元銀行員。特技はお札を数えることと、電卓を打つこと。
- 好きなアーティストは菅田将暉。[2]
- 芸能界を目指したきっかけは、「食べた焼肉にあたったこと」。[3]
- 小学生の頃、「生き物大好き部」に所属していた。

## 出演

### 舞台
- 下山男澤第2回公演「Carpe Diem」（2022年7月27日 - 31日、千本桜ホール）[4]
- TEAM RevArt第6回公演「鈴音-スズノネ-」（2022年8月17日 - 21日、劇場HOPE）[5]
- 下山男澤第3回公演「いくつかの短片」（2022年10月19日 - 24日、四谷三丁目ドリームシアター）
- 「SEVEN」（2022年12月23日 - 25日、高田馬場ラビネスト）[6]
- 劇団プレステージ第18回本公演「シナリオに映る半月」（2023年2月22日 - 26日、劇場MOMO）[7] - 鈴木翔馬 役
- 盆栽サイダーリバイバル公演「蜉蝣」（2023年3月25日 - 4月2日、千本桜ホール） - 甲 役[8]
- フライドBALL企画vol.58「忘却の輪舞曲」（2023年6月15日 − 19日、新宿シアターブラッツ）
- 流れる雲よ2023（2023年7月28日 - 31日、三越劇場）
- 劇団プレステージ第19回本公演「チェリーの木の下で-DT-MAX-」（2023年10月19日 - 22日、コフレリオ新宿シアター） - 譲原 役
- 盆栽サイダーリバイバル公演「PLUG」（2024年4月5日 - 14日、千本桜ホール）
- 劇団プレステージ第20回本公演「お気に召すかな？」（2024年8月22日 - 25日、駅前劇場）
- 劇団プレステージ第22回本公演「シニタイ ウィズ ヴァンパイア」（2025年8月13日 - 17日〈予定〉、浅草九劇）[9]

### 映画
- 気づかなくてごめんね（2024年3月）[10]

### イベント
- 夏だ!千本だ!劇プレだ!ファミマー大感謝祭!!〜卒業式と始業式〜（2022年8月27日、千本桜ホール）
- BAR虎徹第2回イベント公演「株式会社SGIへようこそ」（2023年4月28日、29日）